# Phyllis Bay
Die Phyllis Bay ist eine kleine Bucht an der Südküste von Montagu Island im Archipel der Südlichen Sandwichinseln. Sie liegt zwischen dem Allen Point und dem Scarlett Point.
Wissenschaftler der britischen Discovery Investigations auf der RRS Discovery II kartierten sie im Jahr 1930 und benannten sie nach Phyllis V. Horton, Tochter des leitenden Ingenieurs des Schiffs.